# Вулиця Бетонярів (Київ)
Вулиця Бетонярі́в — зникла вулиця, що існувала в Московському, нині Голосіївському районі міста Києва, місцевість Корчувате. Пролягала від Новопирогівської до Набережно-Корчуватської вулиці. 
Прилучалися Левадна вулиця та провулок Бетонярів.

## Історія
Вулиця виникла в 1-й половині XX століття під назвою Польова. Назву Бетонярів вулиця отримала 1955 року. 
Ліквідована в 1980-х роках у зв'язку з частковою зміною забудови в навколишній місцевості.